# Szlak turystyczny im. Marii Konopnickiej „Krasnoludki są na świecie”

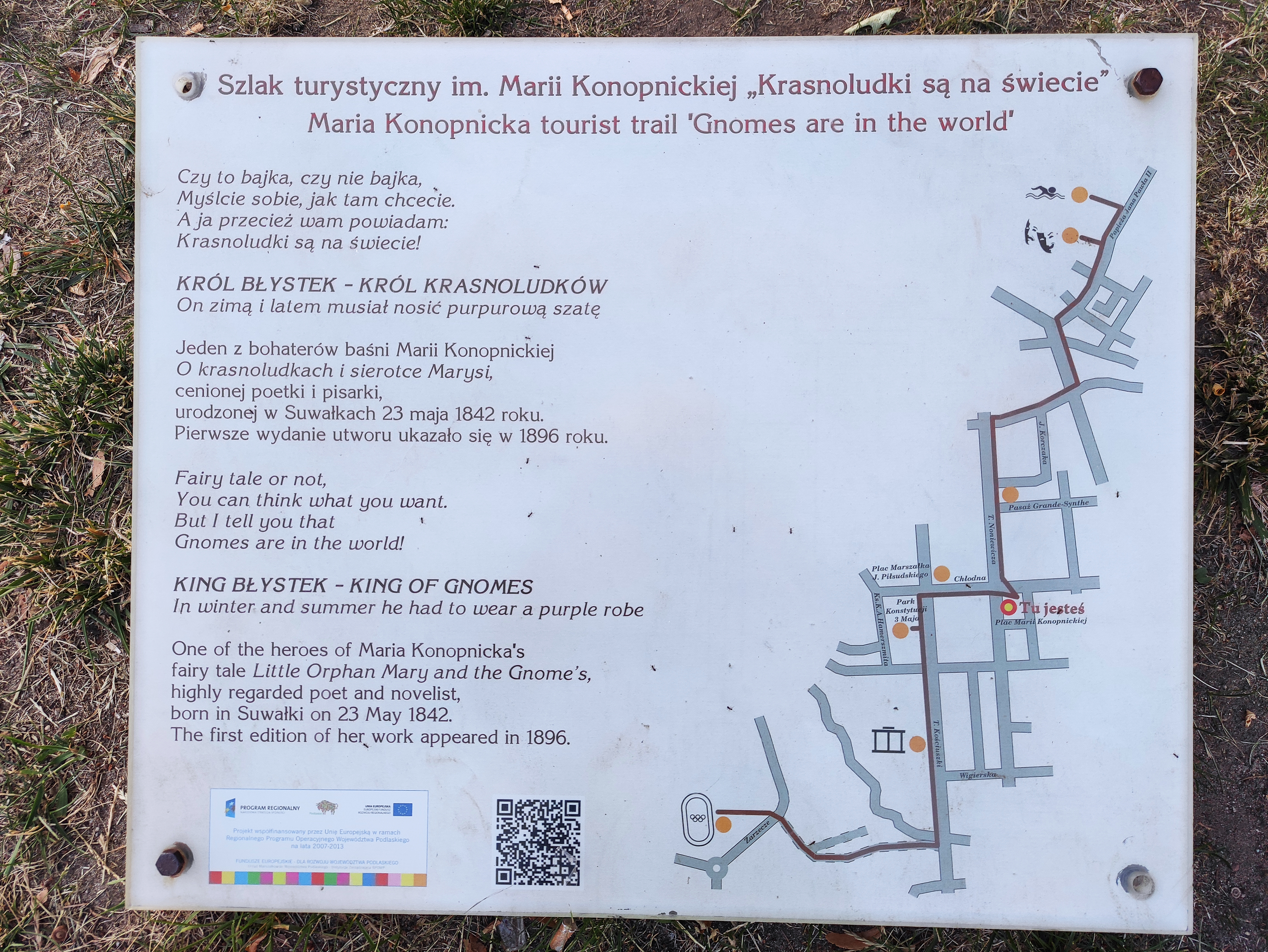

Szlak turystyczny im. Marii Konopnickiej „Krasnoludki są na świecie” – szlak turystyczny w Suwałkach zawierający plenerowe figurki dziesięciu krasnali, bohaterów baśni O krasnoludkach i o sierotce Marysi autorstwa pochodzącej z Suwałk Marii Konopnickiej.

## Opis szlaku
Szlak został zainspirowany wrocławskimi krasnalami. Uruchomiono go w listopadzie 2013. Koszt wykonania krasnoludków wraz z tablicami informacyjnymi wyniósł 54 112 zł. Szlak współfinansowany był przez Unię Europejską z Europejskiego Funduszu Rozwoju Regionalnego w ramach Regionalnego Programu Operacyjnego Województwa Podlaskiego.
Szlak prowadzi obok najważniejszych obiektów kulturalno-turystycznych Suwałk, umożliwiając ich poznanie. Przebiega od Aquaparku na północy miasta do stadionu piłkarskiego klubu Wigry Suwałki na południu.
Na szlaku znajduje się dziesięć figurek krasnali, położonych w ośmiu lokalizacjach. Figurki krasnali z brązu wykonała wytwórnia rzeźby Piotra Makały we Wrocławiu. Rzeźby wzorowane są na ilustracjach Jana Marcina Szancera do książki O krasnoludkach i o sierotce Marysi. Wysokość figurek to około 30 cm.
Nazwa szlaku nawiązuje do wierszowanego prologu baśni Marii Konopnickiej:
Czy to bajka, czy nie bajka,

Myślcie sobie, jak tam chcecie.

A ja przecież wam powiadam:

Krasnoludki są na świecie!

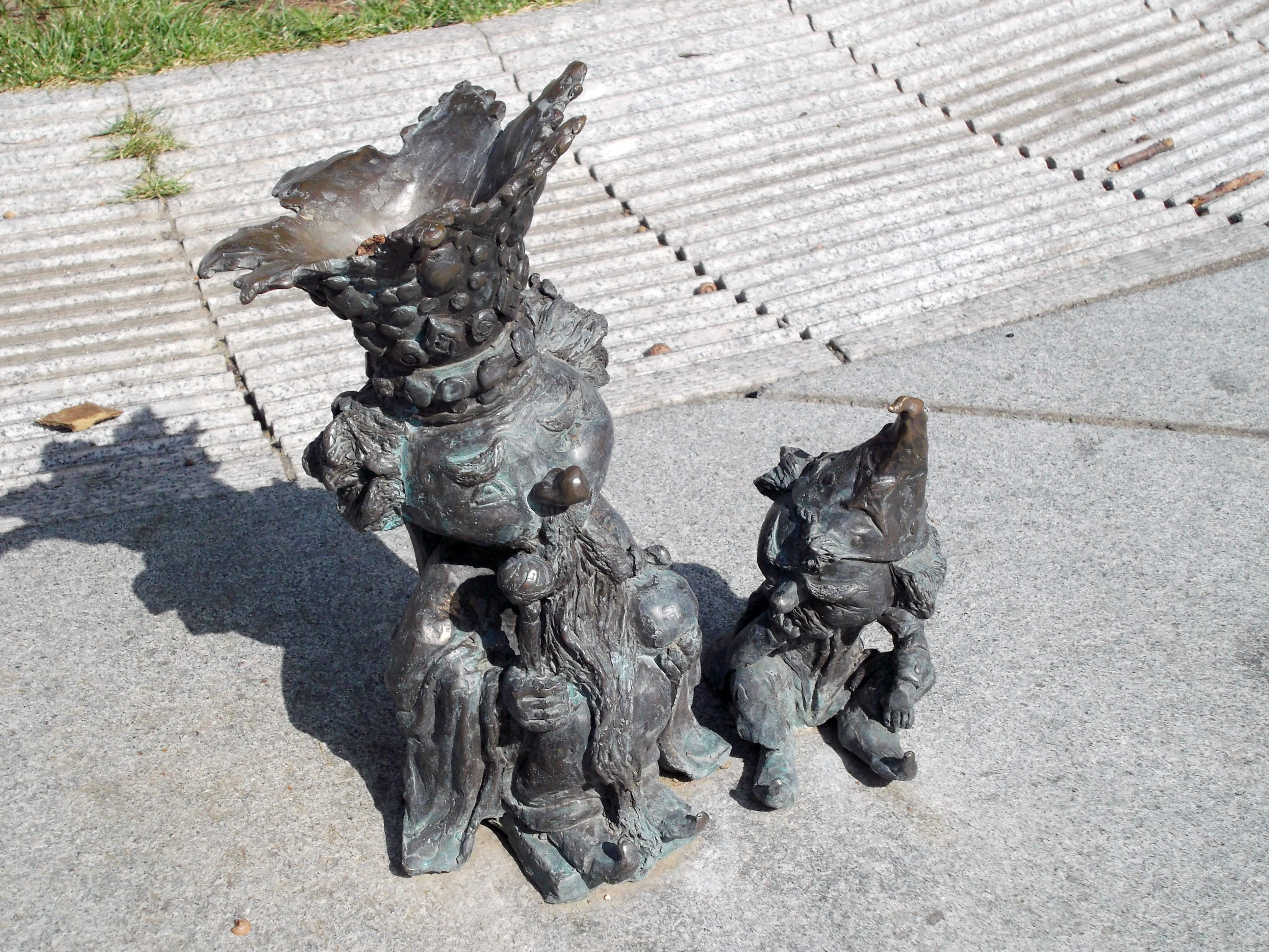
Król Błystek i Kocie Oczko
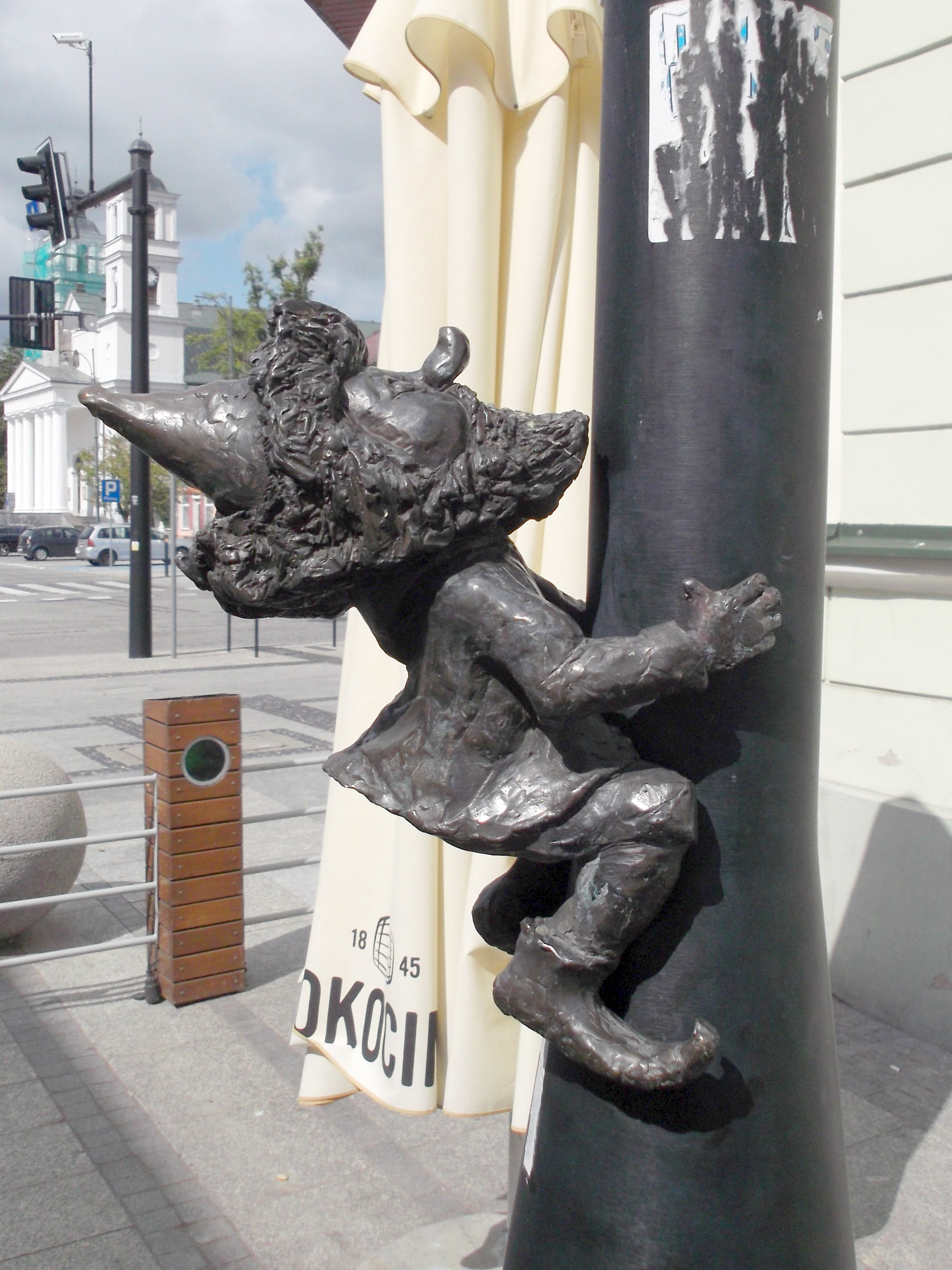
Podziomek
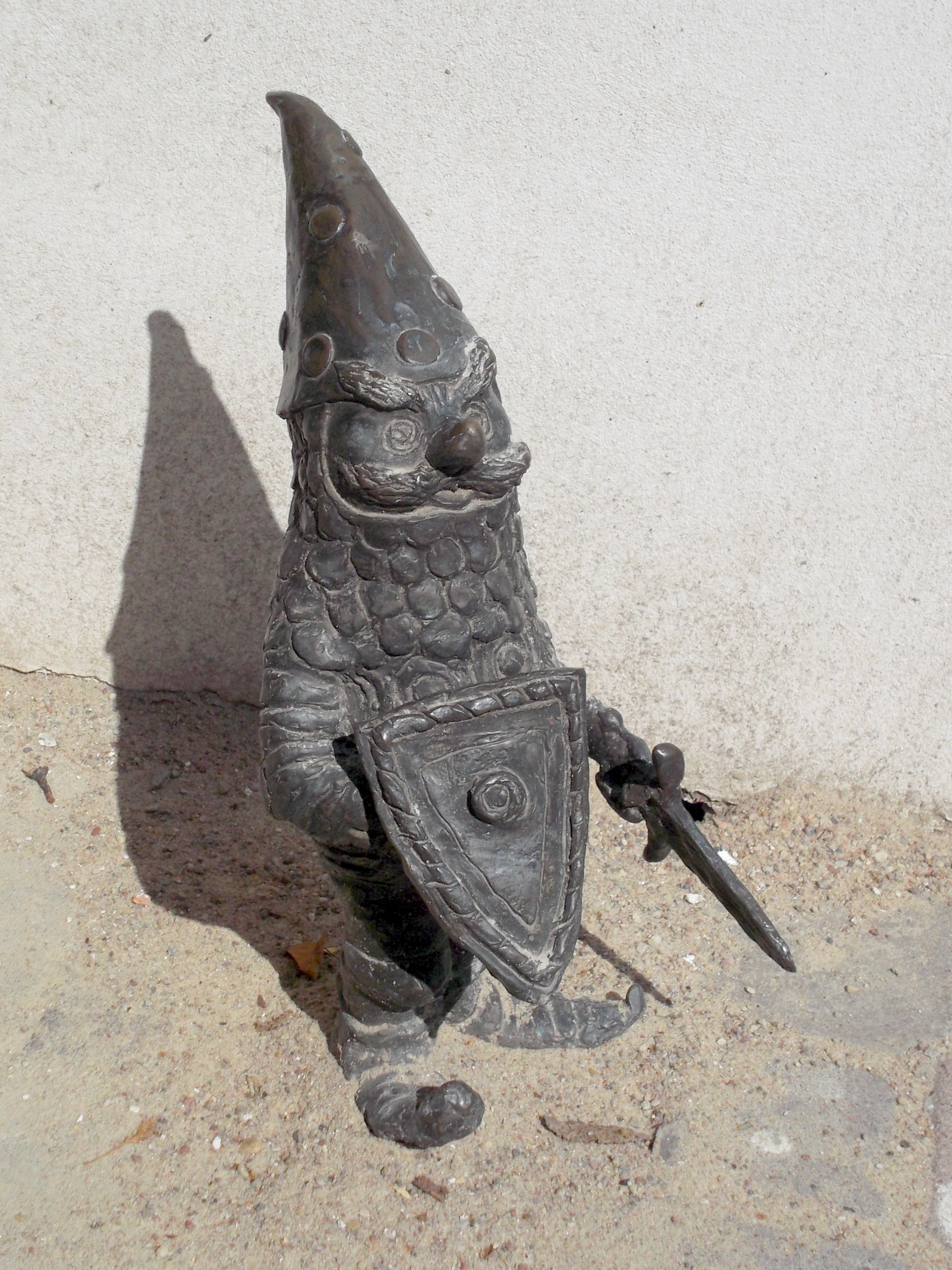
Strażnik
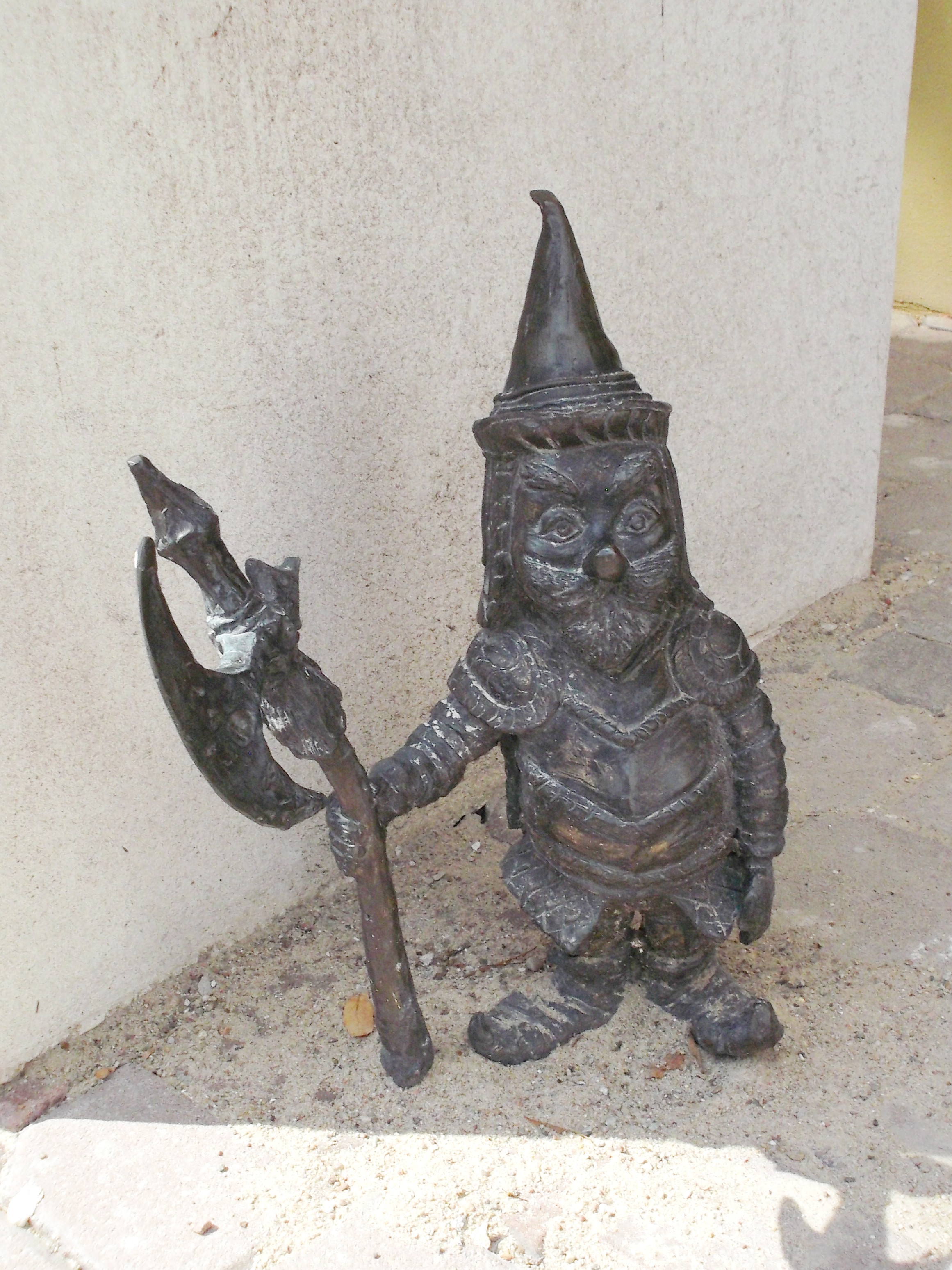
Strażnik
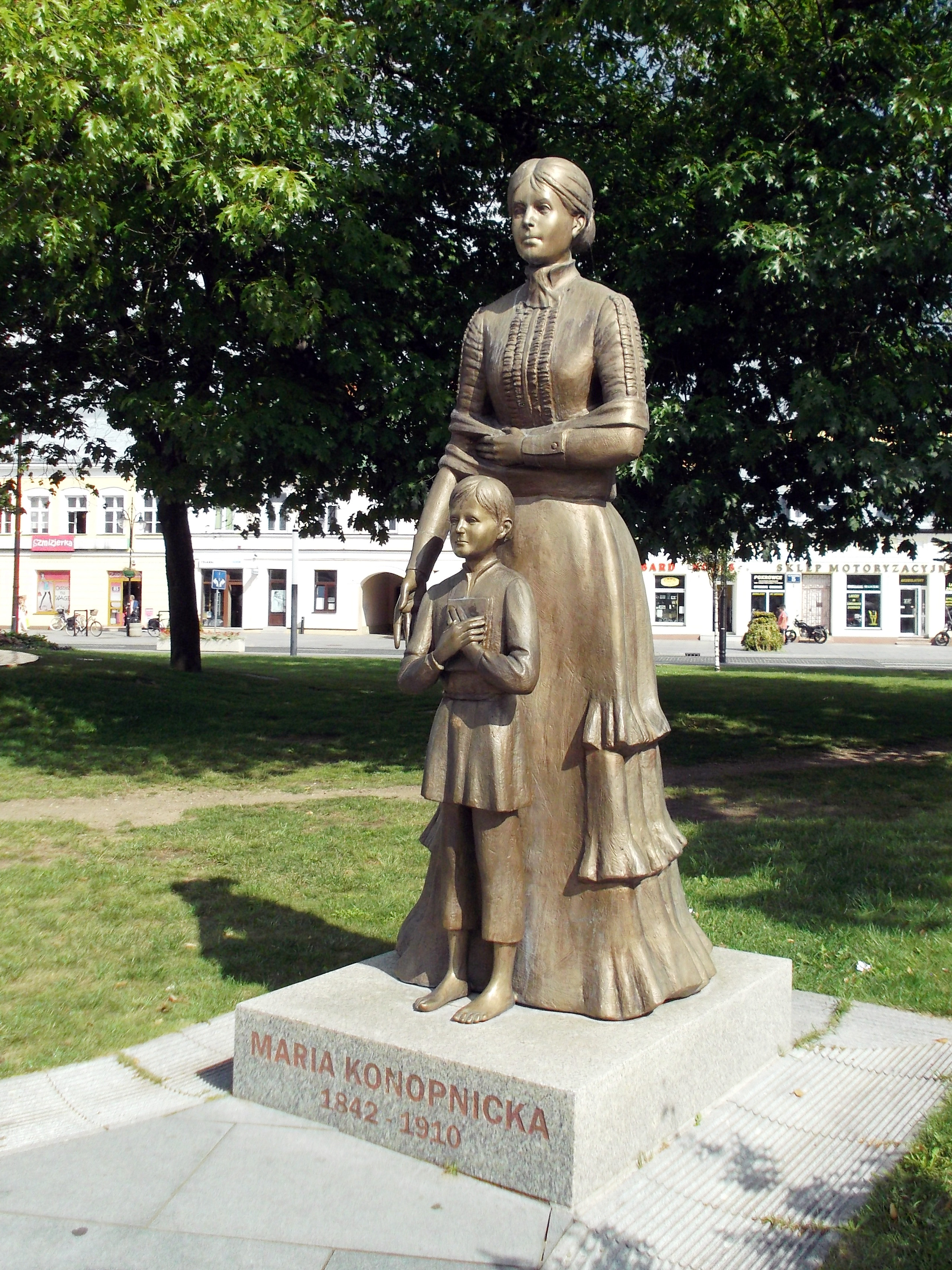
Pomnik Marii Konopnickiej (plac Marii Konopnickiej)
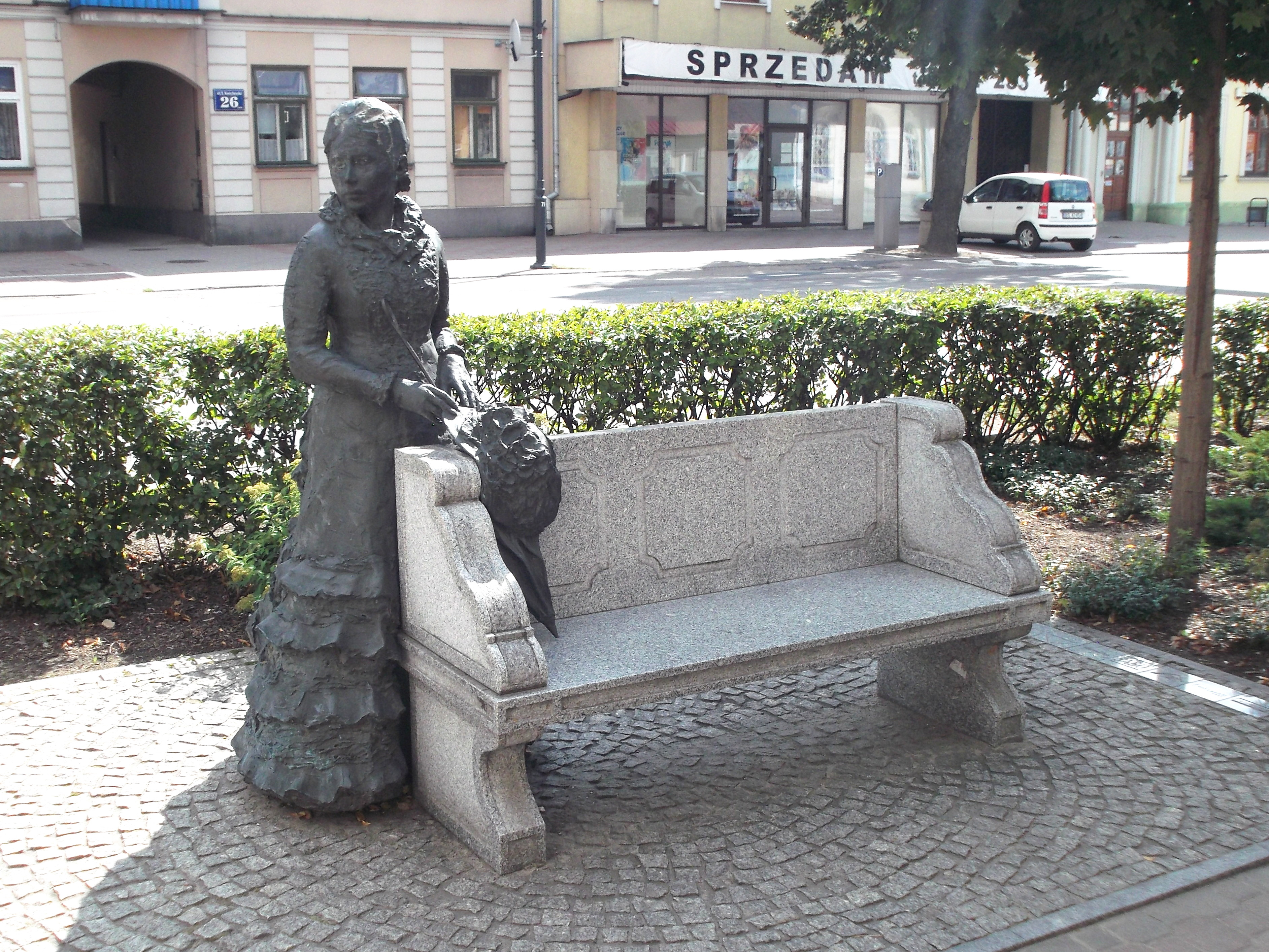
Ławeczka Marii Konopnickiej (ul. Kościuszki)

## Lista figurek
| Lp.   | Imiona                     | Charakterystyka           | Adres                                            | Lokalizacja                                                                           |
| ----- | -------------------------- | ------------------------- | ------------------------------------------------ | ------------------------------------------------------------------------------------- |
| 1.    | Pietrzyk                   | miłośnik sportów          | ul. Jana Pawła II 7                              | przed wejściem do Aquaparku                                                           |
| 2.    | Modraczek                  | miłośnik muzyki i kwiatów | zbieg ulic Karola Brzostowskiego i Jana Pawła II | przy fontannie przed Suwalskim Ośrodkiem Kultury                                      |
| 3.    | Koszałek Opałek            | kronikarz                 | pasaż G11. Kradnalrande-Synthe                   | naprzeciwko Domu Handlowego „Arkadia”                                                 |
| 4. 5. | Król Błystek i Kocie Oczko |                           | plac Marii Konopnickiej                          | przy pomniku Marii Konopnickiej                                                       |
| 6.    | Podziomek                  | łasuch                    | ul. Chłodna                                      | na słupie latarni oświetleniowej                                                      |
| 7.    | Sikorek                    | miłośnik ptaków           | Park im. Konstytucji 3 Maja                      | w pobliżu fontanny                                                                    |
| 8. 9. | Pakuła i Mikuła            | strażnicy                 | ul. Tadeusza Kościuszki 31                       | przed wejściem do Muzeum im. Marii Konopnickiej                                       |
| 10.   | Żagiewka                   | miłośnik ziół             | ul. Zarzecze 26                                  | przed wejściem do budynku administracyjno-socjalnego na terenie stadionu piłkarskiego |

11. Bibliotekarz miłośnik książek ul. Emilii Plater 33a biblioteka 